# بالتشقلو (تشاراويماق)
بالتشقلو (بالفارسية: پالچقلو) هي منطقة سكنية تقع في قسم تشاراويماق المركزي في إيران. يقدر عدد سكانها بـ 77 نسمة .